# Athletic Club de Madrid 1916-1917
Questa voce raccoglie le informazioni riguardanti l'Athletic Club de Madrid, antico nome del Club Atlético de Madrid, nelle competizioni ufficiali della stagione 1916-1917.

## Stagione
Nella stagione 1916-1917 i colchoneros arrivarono secondi nel campionato Regional de Madrid a quattro punti dal Real Madrid. Non partecipò alla Coppa del Re.

## Maglie e sponsor
| Manica sinistra · Manica sinistra · Maglietta · Maglietta · Manica destra · Manica destra · Pantaloncini · Calzettoni |

## Rosa
Rosa e ruoli dell'Athletic Club de Madrid nella stagione 1916-17
| N. |                   | Ruolo | Calciatore             |
| -- | ----------------- | ----- | ---------------------- |
| -  | Spagna (bandiera) | P     | Luis Beguiristáin      |
| -  | Spagna (bandiera) | P     | Juan de Cárcer         |
| -  | Spagna (bandiera) | D     | Roca                   |
| -  | Spagna (bandiera) | D     | José Luis de Goyarrola |
| -  | Spagna (bandiera) | D     | Ricardo Naveda         |
| -  | Spagna (bandiera) | C     | Miguel Mieg            |
| -  | Spagna (bandiera) | C     | Urbano Iturbe          |
| -  | Spagna (bandiera) | C     | Sócrates Quintana      |
| -  | Spagna (bandiera) | C     | Adolfo Álvarez-Buylla  |

| N. |                   | Ruolo | Calciatore             |
| -- | ----------------- | ----- | ---------------------- |
| -  | Spagna (bandiera) | C     | Andrés Tuduri          |
| -  | Spagna (bandiera) | C     | Yáñez                  |
| -  | Spagna (bandiera) | A     | José Agüero            |
| -  | Spagna (bandiera) | A     | Fernando Villaverde    |
| -  | Spagna (bandiera) | A     | Joaquín Goyoaga        |
| -  | Spagna (bandiera) | A     | Pagaza                 |
| -  | Spagna (bandiera) | A     | Gerardo Linares        |
| -  | Spagna (bandiera) | A     | Isla Carande           |
| -  | Spagna (bandiera) | A     | Manuel Garnica Serrano |

## Risultati

### Campeonato Regional
| Madrid 22 ottobre 1916 1ª giornata               | Athlétic Madrid | 2 – 0 referto | Racing Madrid | O'Donnell |
| \| \| \| \| \| Pagaza Garnica \| Marcatori \| \| |                 |               |               |           |
|                                                  |                 |               |               |           |
| Pagaza Garnica                                   | Marcatori       |               |               |           |

| Madrid 5 novembre 1916 2ª giornata                                                           | Athlétic Madrid | 2 – 3 referto                                | Madrid CF | O'Donnell |
| \| \| \| \| \| Pagaza (rig.) \| Marcatori \| R. Álvarez S. Aranguren (rig.) Machimbarrena \| |                 |                                              |           |           |
|                                                                                              |                 |                                              |           |           |
| Pagaza (rig.)                                                                                | Marcatori       | R. Álvarez S. Aranguren (rig.) Machimbarrena |           |           |

| Madrid 12 novembre 1916 3ª giornata                  | Athlétic Madrid | 0 – 1 referto      | Gimnástica | O'Donnell |
| \| \| \| \| \| \| Marcatori \| (rig.) E. Uribarri \| |                 |                    |            |           |
|                                                      |                 |                    |            |           |
|                                                      | Marcatori       | (rig.) E. Uribarri |            |           |

| Madrid 14 gennaio 1917 4ª giornata       | Racing Madrid | 0 – 2 referto | Athlétic Madrid | El Parral |
| \| \| \| \| \| \| Marcatori \| Pagaza \| |               |               |                 |           |
|                                          |               |               |                 |           |
|                                          | Marcatori     | Pagaza        |                 |           |

| Madrid 23 gennaio 1917 5ª giornata                              | Madrid CF | 3 – 0 referto | Athlétic Madrid | O'Donnell |
| \| \| \| \| \| J. Petit De Miguel Sansinenea \| Marcatori \| \| |           |               |                 |           |
|                                                                 |           |               |                 |           |
| J. Petit De Miguel Sansinenea                                   | Marcatori |               |                 |           |

| Madrid 28 gennaio 1917 6ª giornata                         | Gimnástica | 1 – 3 referto   | Athlétic Madrid | Diego de León |
| \| \| \| \| \| Ulibarri \| Marcatori \| Mieg Villaverde \| |            |                 |                 |               |
|                                                            |            |                 |                 |               |
| Ulibarri                                                   | Marcatori  | Mieg Villaverde |                 |               |

## Statistiche

### Statistiche di squadra
| Competizione                  | Punti | Totale | Totale | Totale | Totale | Totale | Totale | DR |
| Competizione                  | Punti | G      | V      | N      | P      | Gf     | Gs     | DR |
| ----------------------------- | ----- | ------ | ------ | ------ | ------ | ------ | ------ | -- |
| Campeonato Regional de Madrid | 6     | 6      | 3      | 0      | 3      | 8      | 8      | 0  |
| Totale                        | 6     | 6      | 3      | 0      | 3      | 8      | 8      | 0  |